# Apocephalus frameatus
Apocephalus frameatus är en tvåvingeart som beskrevs av Brown 2002. Apocephalus frameatus ingår i släktet Apocephalus och familjen puckelflugor. Inga underarter finns listade i Catalogue of Life.